# Hizaki
 (février 2011).
Si vous disposez d'ouvrages ou d'articles de référence ou si vous connaissez des sites web de qualité traitant du thème abordé ici, merci de compléter l'article en donnant les références utiles à sa vérifiabilité et en les liant à la section « Notes et références ».
HIZAKI est un guitariste de la scène visual kei au Japon né le 17 février 1979 à Kyoto. Il a fait partie de plusieurs groupes avant de fonder avec Kamijo le groupe Versailles.
On le connaît surtout grâce à Hizaki Grace Project aux côtés de Juka, Jasmine You, Teru et Bikei.

## Carrière musicale
HIZAKI a joué dans plusieurs groupes. En voici la liste:
- Garnet Grave (1997-1998)
- Crack Brain (1999-2002)
- Schwardix Marvally (2003-2004)
- Carrière Solo (2004-2005, depuis 2015)
- Burning Fire (2005-2006)
- Sulfuric Acid (2005-2006)
- Hizaki Grace Project (2006-2007)
- Node Of Scherzo (2007-2008)
- Versailles (2007-2012, depuis 2015)
- Jupiter (depuis 2013)

## Discographie

### Période Garnet Grave (1997-1998)
- 背徳のSAVIOR (Haitoku no Savior)

### Période Crack Brain (1999-2002)
- Reset mini-album: 23/03/2002.
- 妖幻鏡 (Yougenkyou) ~Mirrors of New Generation~ Omnibus, 12/12/2001
- 監禁室の扉 (Kankishitsu no Tobira) singolo: 14/04/2001
- 緊縛依存症 (Sokubaku izonshou) demo tape: 18/04/2000
- 砂時計 (Sunatokei) demo tape: 27/06/2000

### Période Schwardix Marvally (2003-2004)
- 回顧録 第三章 (Kaikoroku ~Daisanshou~) mini-album 20/08/2003
- High Style Paradox omnibus 30/09/2003
- "HEAVENS ROMANCE" mini-album 28/01/2004
- Schwardix Marvally ~天空への物語~ (Tenku Heno Monogatari) best of 01.01.2007
- Schwardix Marvally ~天空への物語~ (Tenku Heno Monogatari)[Rééditions] 24.12.2008

### Période HIZAKI en solo
- Maiden†Ritual mini-album: 29/09/2004
- Dance With Grace mini-album: 27/04/2005
- Grace Special Package I boxset: 2005
- Rosario 03/08/2016

### Période Sulfuric Acid (2005-2006)
- single Sulfuric Acid: 15/02/2003
- 存在理由 (Sonzairiyuu) omnibus: 31/10/2003
- Summit 01 demo tape: 27/06/2000
- サルファドラッグ (Sulfur Drug) mini-album: 15/03/2004
- Neo Shaped Children split: 15/04/2004
- Summit 02 omnibus: 19/11/2004
- Mourin Rouge 15/03/2005
- Vanilla Sky 19/09/2005
- 赤蛇 ~君と見た赤の記憶~ (Akahebi ~Kimi to Mita Aka no Kioku~) 25/11/2005
- 【s∧lfj'urik 'aesid】mini-album: 27/03/2006
- 強制引用【03-06】音源集 (Kyousei inyou 03-06 ongenshu)
- 強制引用【03-06】音源集 (Kyousei inyou 03-06 ongenshu) DVD: 10/11/2006
- Summit 03 omnibus: 29/03/2006

### Période HIZAKI grace project (2006-)
- Dignity Of Crest (01.01.2007) Album
- Monshou (09.05.2007) DVD (Réédité le 24.09.2008)
- Ruined Kingdom (19.09.2007) Album (Réédité le 24.09.2008)
- Curse of Virgo (26.12.2007)Mini Album (Réédité le 24.09.2008)

### Période Versailles (2007-2012, depuis 2015)
- The Revenant Choir (Juin 2007) Single
- Lyrical Sympathy (31-10-2007) Mini Album (Réédité le 22.10.2008)
- A Noble Was Born In Chaos (19-03-2008 ) Single
- Noble (16-07-2007) Album (Réédité le 22.10.2008, avec PRINCE en BONUS TRACK)
- Prince & Princess (10-12-2008) Single
- Ascendead Master (24-06-2009) Single
- JUBILEE (20-01-2010) Album
- Holy Grail (15-06-2011) Album
- Rhapsody Of The Darkness (25-04-2012) Single
- Rose (04-07-2012) Single
- Versailles (26-09-2012) Album
- Anthologie (30-01-2013) Compilation (Période 2009-2012 uniquement)
- The Greatest Hits 2007-2016 (14-09-2016) Compilation
- Lineage (14-02-2017) Mini Album (Disponible uniquement lors d'un concert au Nippon Budokan)

### Période Jupiter (2013-Aujourd'hui)
- Last Moment (19-04-2014)
- Classical Element (19-05-2014)
- The History of Genesis (21-01-2015)

### Équipement
Courant :
- - ESP Maiden Hizaki Custom Rose

Autres
- - ESP Horizon-III Hizaki Custom Pearl White Gold w/flake
- - ESP Horizon-III Hizaki Custom Illusion
- - ESP Bottom Line GT
- - BOSS GT-10 Guitar Effects Processor
- - BOSS SD-1 Super Overdrive
- - Ibanez Jemini Distortion Pedal
- - Ibanez TS-9 Tube Screamer
- - Marshall Guvnor
- - Morley Wah Pedal
- - Custom Audio Electronics Cables
- - TC Electronic G Major
- - Korg DTR-1 Rack Tuner
- - EX-PRO Wireless System
- - Furman Power Conditioner
- - Roland FC-200 Midi Foot Controller
- - Hughes & Kettner, Bogner, Brunetti, Mesa Boogie & Marshall Amps
- - Keeley Katana Boost Pedal
- - BOOROCKS MD-1 LEON Multi-Driver